# فيليكس أوتو (أستاذ جامعي)
فيليكس أوتو (بالألمانية: Felix Otto)‏ هو رياضياتي ألماني، ولد في 19 مايو 1966 في ميونخ في ألمانيا.